# Élections cantonales du 3 décembre 1972 aux Comores
Les Élections cantonales du 3 décembre 1972 dans le territoire des Comores sont des élections cantonales anticipées. Elles ont vu la victoire de la coalition pro-indépendantiste Udzima dirigée par Ahmed Abdallah face à celles de l'Umma-Mranda de Said Ibrahim bin Said Ali et du Mouvement populaire mahorais de Marcel Henry. Les membres du conseil élisent à leur tour le président du gouvernement du territoire.
L'Udzima principalement représenté par les membres du Rassemblement démocratique du peuple comorien et de l'Union démocratique des Comores gagne avec 75 % des voix. La participation a été de 81,5 %. Le MPM ne présente des candidats qu'à Mayotte, ou il remporte tous les sièges.
La victoire de l'Udzima permet à Ahmed Abdallah d'être élu président du gouvernement du territoire. Le 23 décembre 1972, il fait voter une résolution le mandatant pour négocier l'indépendance avec le gouvernement français. Cette négociation abouti aux accords du 15 juin 1973.

## La chute du gouvernement de Said Ibrahim
Après de longues années de pouvoir sans concession, Said Mohamed Cheikh meurt en 1970. Mais ce n'est pas son dauphin au parti Vert Ahmed Abdallah qui obtient le siège de président du gouvernement du territoire mais le principal opposant à Cheik, le prince Said Ibrahim. Cheick et Said Ibrahim partageaient l'idée que l'heure de l'indépendance n'était pas venue.
Après la mort de Cheikh, Ahmed Abdallah, parvient à se rapprocher des politiques plus jeunes et plus perméables à l'idée d'indépendance. Les jeunes proches du parti Blanc du RDPC s'éloigne eux de Said Ibrahim. En outre tous ces hommes sont pressés d'arriver au pouvoir, le mot d'ordre du RDPC depuis la création du mouvement est « dehors les vieux ». Début 1972, le gouvernement du prince Saïd Ibrahim est mis en minorité. Il lui est reproché son autoritarisme, son prédécesseur avait lui aussi été critiqué pour cela. Il remplacé par le prince Saïd Mohamed Jaffar du RPDC. En septembre 1972, empruntant une idée fédératrice, celle de la revendication d'indépendance, une indépendance rapide mais accompagnée, les formations du RDPC et de l'UDC fusionnent momentanément sous le nom d'Udzima. Jaffar ne pouvant gouverner avec ce conseil démissionne le 19 octobre. Le conseil des ministres de la métropole observant les divergences de vues des appareils politiques, prononcent la dissolution du conseil général du Territoire des Comores le 15 novembre 1972. Des élections anticipés ont donc lieu le 3 décembre.

## Résultats
| Partis                | Votes   | %    | Siège |
| --------------------- | ------- | ---- | ----- |
| Udzima RDPC-UDC       | 79,946  | 76.2 | 34    |
| Umma-Mranda           | 13,021  | 12.4 | 0     |
| MPM                   | 9,543   | 9.1  | 5     |
| Pasoco                | 2,352   | 2.2  | 0     |
| Invalides/vote blancs | 267     | -    | -     |
| Total                 | 105,129 | 100  | 39    |
| Source: Nohlen et al. |         |      |       |